# Gongora rufescens
Gongora rufescens är en orkidéart som beskrevs av Rudolph Jenny. Gongora rufescens ingår i släktet Gongora och familjen orkidéer. Inga underarter finns listade i Catalogue of Life.

## Bildgalleri

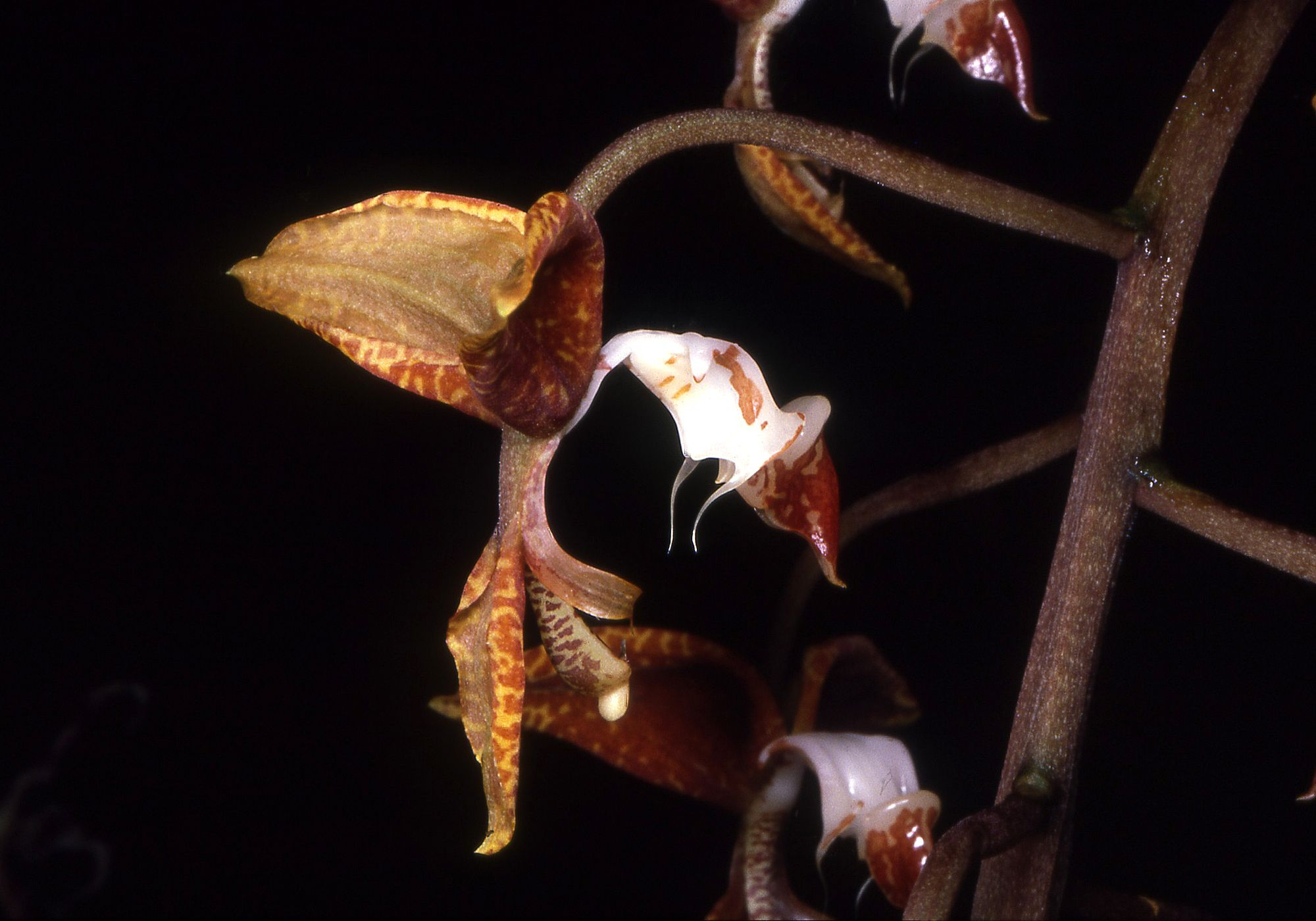
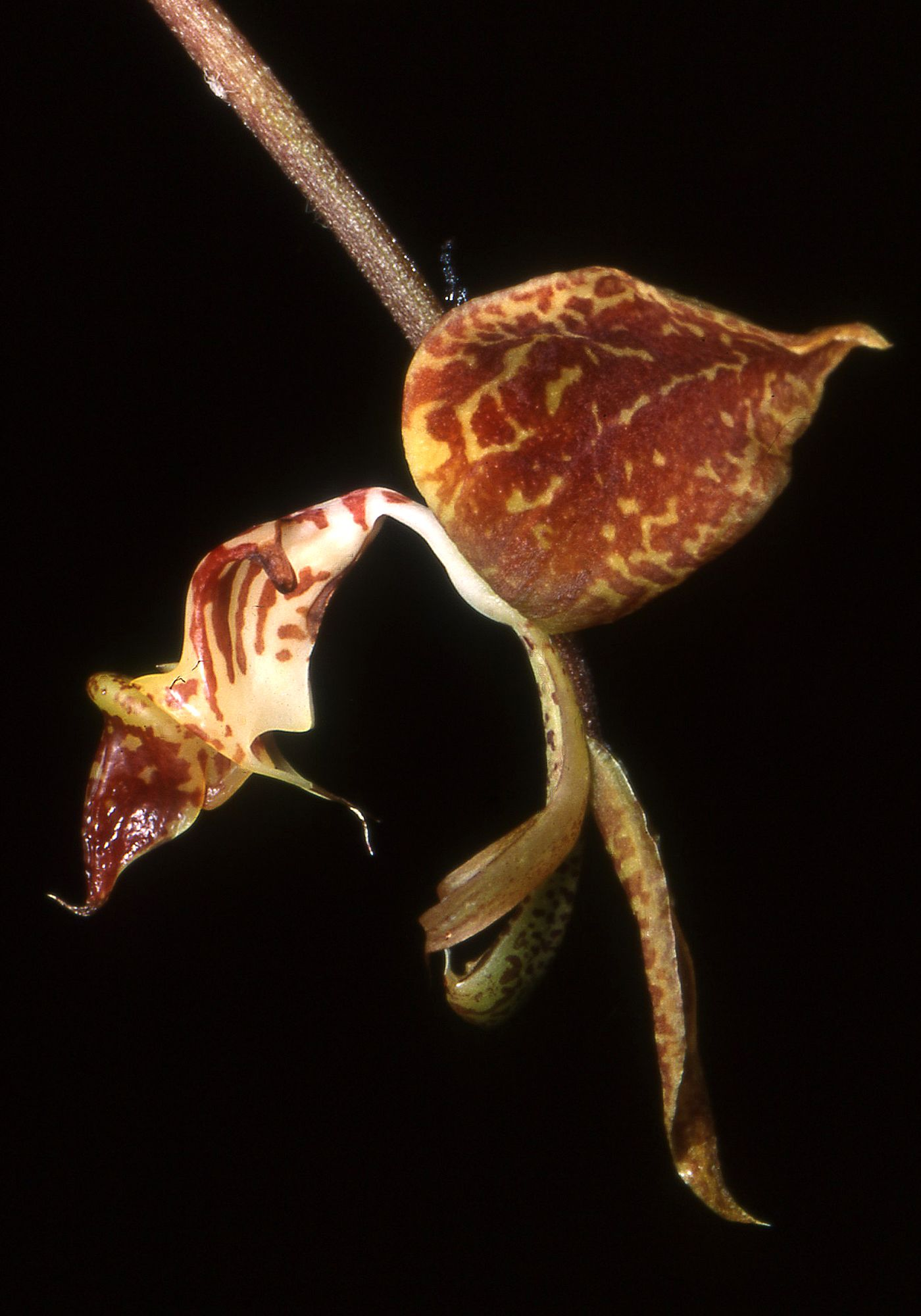